# Frank and Louie
Frank and Louie (geboren im September 1999 in Grafton, Massachusetts; gestorben am 4. Dezember 2014 ebenda), auch Frankenlouie genannt, war eine Januskatze. Die Ragdoll-Katze wurde 2012 vom Guinness-Buch der Rekorde zur am längsten lebenden Januskatze ernannt.

## Leben
Frank and Louie wurde im September 1999 geboren. Ein Züchter brachte die diprosope Katze zur Cummings School of Veterinary Medicine der Tufts University in Massachusetts. Frank and Louie hatte ein Gehirn, aber zwei Gesichter, Münder und Nasen sowie drei blaue Augen. Nur einer der beiden Münder konnte benutzt werden, der zweite war ohne Unterkiefer. Seine Speiseröhre war mit dem funktionellen Mund verbunden. Von den drei Augen war das mittlere Auge nicht-funktionell und konnte nicht blinzeln. Dies verlieh der Katze ein mysteriöses Aussehen, da sie immer so aussah, als würde sie jemanden beobachten.
Ursprünglich dachte man, die Katze hätte, wie die meisten Januskatzen, eine geringe Lebenserwartung und würde in wenigen Tagen sterben. Die Tierarztassistentin Martha „Marty“ Stevens nahm die Katze mit nach Hause und zog sie drei Monate lang mit der Flasche auf. Tatsächlich gelang es der Katze alleine zu essen und zu wachsen. Stevens, die die Katze weiterhin betreute, sagte über Frank and Louie aus, dass dieser ein genügsamer Kater gewesen sei, der nicht menschenscheu und sehr freundlich war.
2012 nahm das Guinness-Buch der Rekorde Frank and Louie als längste lebende Januskatze auf. Mit 12 Jahren erreichte sie ein ungewöhnlich langes Lebensalter für eine Katze eines solchen Typs. Die Aufnahme wurde von der Fachwelt begrüßt und von den Medien begleitet. So nannte Leslie A. Lyons von der University of Missouri im National Geographic Frank and Louies Lebensalter „beeindruckend“.
Im November 2014 verschlechterte sich sein gesundheitlicher Zustand rapide. In der Tierklinik wurde eine besonders aggressive Form von Krebs diagnostiziert. Da Stevens das Tier nicht leiden lassen wollte, entschied sie sich, Frank and Louie einschläfern zu lassen.